# Robert (prénom)
Pour les articles homonymes, voir Robert.
Cette page présente le prénom Robert ainsi que ses variantes.
Robert est un prénom masculin et un patronyme d'origine germanique, fréquemment attesté en France. Il est fêté le 30 avril, porté notamment par des saints, des religieux et de nombreuses personnalités, entre autres de nombreux membres de la noblesse franque (cf. la lignée des Robertiens).

## Occurrence
En France, ce prénom apparaît à l'époque mérovingienne ; il fut notamment porté au VIIe siècle par un proche du roi Dagobert Ier.
Au XXe siècle, il atteindra son pic de popularité dans les années 1920 ; en 2019, 32 nouveau-nés ont reçu ce prénom.

## Étymologie
Il est issu des éléments germaniques hrod « gloire » (cf. Roger, Rodolphe, etc.) et beraht « brillant, illustre » (cf. noms en -bert : Albert, Norbert, Herbert, etc.).

## Variantes et diminutifs
- allemand : Rupprecht
- anglais : Bob, Bobby, Boby (diminutifs)
- espagnol et italien : Roberto
- français : Robertin, Robin (diminutif)[4].
- hongrois : Róbert.

## Histoire
Le prénom « Robert » fut très répandu chez les Robertiens, ancêtres directs des Capétiens. On retrouve d'ailleurs ce prénom quasiment à chaque génération chez les Robertiens puis chez les Capétiens directs, soit du VIIe siècle au XIVe siècle. Philippe IV le Bel fut le dernier roi capétien à attribuer le prénom Robert à l'un de ses fils. Les Bourbons qui descendent de Robert de Clermont, fils de Louis IX de France, utilisèrent de nouveau ce prénom au XIXe siècle avec Robert d'Orléans, duc de Chartres et Robert Ier, duc de Parme.
Le roi des Francs robertien Robert Ier fut le parrain de Rollon, premier duc de Normandie qui transmit son nom de baptême à sa descendance. Le prénom Robert devint ainsi très populaire dans le duché de Normandie, puis, après la conquête de l'Angleterre en 1066 par les Normands, il se répandit en Grande-Bretagne (avec d'autres prénoms comme Guillaume (William) et Richard) où il est toujours l'un des prénoms les plus populaires. Trois rois écossais portèrent ce prénom, incluant Robert Ier d'Écosse, d'origine normande, qui a restauré l'indépendance de l'Écosse au XIVe siècle. Dans le sud de l'Italie et en Sicile, ce prénom sera diffusé au XIe siècle par les conquérants franco-normands. Le prénom Robert s'est ainsi diffusé en Europe Occidentale puis en Amérique, et aussi bien dans les pays de langues romanes que germaniques.

## Personnalités portant ce prénom

### Saints et personnalités chrétiennes
- Robert, évêque de Troyes en 1233
- Robert de Girard, évêque d'Uzès de 1570 à 1591
- Voir Saint Robert

### Noblesse
- Robert Ier , Robert II , Robert III , Robert IV , Robert V , pages d’homonymies dynastiques.

#### Écosse
- Robert Ier d'Écosse (1274-1329)
- Robert II d'Écosse (1316-1390)
- Robert III d'Écosse (1337-1406)

#### France
- Robert Ier de France (~860-923)
- Robert II de France (~972-1031)

### Autres
- Robert (~600), référendaire de Dagobert Ier, noble franc
- Robert (VIIe siècle, chancelier de Clotaire III, noble franc
- Robert Winchelsey (~1245–1313), théologien et opposant d'Édouard Ier d'Angleterre et Édouard II d'Angleterre
- Robert de Sablé
- Robert († ~1427), 6e comte de Sutherland.

Tous les articles commençant par « Robert »